# Лист запорожців турецькому султанові
«Лист козаків турецькому султанові» — апокрифічна письмова пам'ятка історії козацтва, відома в різних варіантах українською, польською та російською мовами. Написана як відповідь козаків на вимогу османського султана здатися без бою, де козаки рішуче відмовляють і глузують із султана та його війська. Написання такого листа як офіційного документа сумнівне; ймовірно, він був створений як художній твір у XVII ст., коли такі тексти були популярними в Європі через турецьку загрозу.
Україномовні версії під назвою «Лист запорожців турецькому султанові» написані як відповідь запорозьких козаків султанові Мухаммеду IV.

## Історія

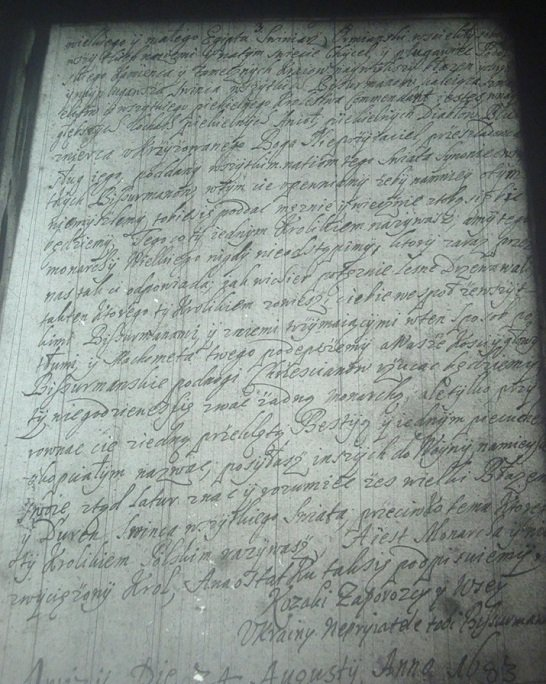
Версія польською мовою 1683 року

Відомі різні версії «Листа», що датуються 1600, 1619, 1620, 1667, 1696, 1713 та іншими роками. В них наводяться різні підписи: «отаман Захарченко», «Іван Сірко», або просто «низові козаки». Адресати також різні, крім найвідомішого Мухаммеда IV: Осман, Ахмет ІІІ, Ахмет IV, Махмуд IV тощо.
Деякі дослідники, як Марія Євстахевич, вважають, що оригінальною мовою тексту була польська, а потім виникли версії українською та російською. На противагу такі дослідники, як Григорій Нудьга стверджували, що «Лист» був написаний одразу українською. Маріанна Каган-Тарковська стверджувала, що «Лист» з'явився спершу в російській версії. Версія польського походження «Листа» підкріплюється друком схожого памфлету в 1621 році (і його рукописом 1619 року). Потім його було перекладено німецькою і далі російською того ж року. В той же час поява «Листа» вперше українською, як писав Орест Субтельний, також не виключена, хоча версія про польське походження краще обґрунтована.
Походження конкретно «Листа запорожців турецькому султанові», згідно з Орестом Субтельним, пов'язане з польськомовним глузливим листом Богдана Хмельницького до Яреми Вишневецького 1649 року з приводу боротьби за Збараж. На думку Деніела Во, походження цього твору слід шукати в листуванні чигиринських козаків із султаном XVIII ст. Воно мало іронічний відтінок без грубих висловів, які додалися вже в XIX ст.
«Лист запорожців турецькому султанові» був записаний у трьох варіантах українською мовою в ХІХ ст. Миколою Костомаровим на Чернігівщині й опублікований у журналі «Русская старина» 1872 року, № 12. Повторно твір записаний Дмитром Яворницьким у 1894 році.
Більшість авторів, які згадували «Лист запорожців турецькому султанові», пов'язували його виникнення з діяльністю запорозького кошового отамана Івана Сірка. Вперше таку думку висловив Дмитро Яворницький. За його версією, влітку 1675 року 20 тис. козаків на чолі з Іваном Сірком вирушили до Криму через плани Мухаммеда IV завдати різкого удару по Запорозькій Січі, розбили окремі військові загони, звільнили багатьох полонених, захопили частину татар і турків і успішно повернулися до Січі. Звідси кошовий Сірко нібито й написав листа.
Особливо популярним «Лист» став після створення Іллею Рєпіним картини «Запорожці». Влітку 1878 року Рєпін перебував у своїх друзів в маєтку Абрамцево під Москвою, і там вперше ознайомився з текстом листа запорожців турецькому султанові, а картину завершив у 1891 році.
У жовтні 2019 історик Тарас Чухліб знайшов польську версію листа 1638 року у відділі рукописів Польської Академії наук у Кракові.

## Лист османського султана до козаків
Я, султан і владика Блискучої Порти, син Мухаммеда, брат Сонця і Місяця, внук і намісник Бога на землі, володар царств Македонського, Вавілонського, Єрусалимського, Великого і Малого Єгипту, цар над царями, володар над володарями, винятковий лицар, ніким непереможний воїн, невідступний хранитель гробу Ісуса Христа, попечитель самого Бога, надія і втіха мусульман, великий захисник християн, повеліваю вам, запорозькі козаки, здатися мені добровільно і без жодного опору, і мене вашими нападами не змушувати перейматись.
Султан турецький Мухаммед IV
Джерело: М. Ф. Слабошпицький. З голосу нашої Кліо: події і люди української історії — Київ: Фірма «Довіра», 1993. — 255с — ISBN 5-85154-014-1

## Відповідь запорозьких козаків на лист султана
Існує декілька варіантів тексту листа, наведені нижче найбільш поширені.
Певні дослідники, такі як Деніел Во, наголошують, що ненормативна лексика (версій 3 та 4) — це пізніші вставки XIX ст., які відповідають виниклому тоді образу козаків як грубих розбійників.

### Версія 1
Запорозькі козаки турецькому султанові!
Ти — шайтан турецький, проклятого чорта брат і товариш і самого люципера секретар. Який ти в чорта лицар? Чорт викидає, а твоє військо пожирає. Не будеш ти годен синів християнських під собою мати, твого війська ми не боїмося, землею і водою будем битися з тобою. Вавілонський ти кухар, македонський колесник, єрусалимський броварник, александрійський козолуп. Великого і Малого Єгипту свинар, вірменська свиня, татарський сагайдак, кам'янецький кат, подолянський злодіюка, самого гаспида внук і всього світу і підсвіту блазень, а нашого Бога дурень, свиняча морда, кобиляча срака, різницька собака, нехрещений лоб, хай би взяв тебе чорт! Отак тобі козаки відказали, плюгавче! Невгоден єси матері вірних християн! Числа не знаєм, бо календаря не маєм, місяць на небі, год у книзі, а день такий у нас, як у вас, поцілуй за те ось куди нас!..
Підписали: Кошовий отаман Іван Сірко зо всім кошом запорозьким
Джерело: Полководці Війська Запорізького: Історичні портрети — Редкол: В. Смолій (відп. ред) та ін. — Київ: Вид. дім «KM Academia», 1998 — Кн. 1 — 400 с.

### Версія 2
Запорозькі Козаки Турецькому Султанові!
Ти — шайтан турецький, проклятого чорта брат і товариш, самого Люцифера внук. Який ти в дідька лицар, коли не вмієш голим гузном їжака забити?! Не годен ти синів християнських під собою мати! Вавилонський ти кухар, македонський колесник, єрусалимський броварник, олександрійський козолуп, Великого і Малого Єгипту свинар, вірменська свиня, подільський кат, московський злодій, самого гаспида байстрюк, бо дідько втисся твоїй матері, усього світу й підсвіту блазень, а в нашого Бога найостанніший дурень. Тебе самого і твого війська ми не боїмось — землею і водою будемо битися з тобою, нехристе проклятий! Так тобі козаки відповідають. Числа не знаємо, бо календаря не маємо, місяць у небі, рік у книзі, а день такий у нас, як і в вас — поцілуй у голе гузно кожного з нас..
Підписали: Кошовий отаман Іван Сірко з усім старшим і молодшим низовим війська запорозького товариством
Джерело: Яр Славутич. Місцями запорозькими: нариси та спогади. — 3-є видання. — Едмонтон: Славута, 1985. — 64 с. — С. 19. — 2 000 прим. — ISBN 0-919452-40-X.

### Версія 3
Запорозькі козаки турецькому султанові!
Ти — шайтан турецький, проклятого чорта брат і товариш і самого Люцифера секретар! Який ти в чорта лицар, що голою сракою їжака не вб'єш? Чорт висирає, а твоє військо пожирає. Не будеш ти синів християнських під собою мати, твого війська ми не боїмось, землею і водою будем битися з тобою. Вавілонський ти кухар, македонський колісник, єрусалимський бровирник, Олександрійський козолуп, Великого й Малого Єгипту свинар, вірменська свиня, татарський сагайдак, кам'янецький кат, подолянський злодіюка, і всього світу і підсвіту блазень, самого гаспида внук і нашого хуя крюк, а нашого Бога дурень. Свиняча морда, кобиляча срака, різницька собака, нехрещений лоб, мать твою вйоб! Отак тобі козаки відказали, плюгавче! Невгоден єсі матері вірних християн! Числа не знаєм, бо календаря не маєм, місяць в небі, рік у книзі, а день такий у же, як і у вас, поцілуй за те у сраку нас!..
Підписали: Кошовий отаман Іван Сірко зо всім кошом запорізьким
Джерело: А. Е. Вірлич. Ще як були ми козаками — Херсон: Газета, 1996.

### Версія 4
Запорожські козаки турецькому султанові!
Ти, султан, чорт турецький і проклятого чорта брат і товариш, самого Люцифера секретар. Який ти в чорта лицар, коли голою сракою їжака не вб'єш. Чорт висирає, а твоє військо пожирає. Не будеш ти, сукин ти сину, синів христіянських під собою мати, твого війська ми не боїмось. Землею і водою будем битися з тобою, распроїб твою мать. Вавилонський ти кухар, Македонський колесник, Єрусалимський броварник, Александрійський козолуп, Великого і Малого Єгипта свинар, Вірменська свиня, Татарський сагайдак, Каменецький кат, всього світу блазень, самого гаспида внук і нашого хуя крюк. Свиняча ти морда, кобиляча срака, різницька собака, нехрещений лоб, мать твою в'їб. Отак тобі запорожці висказали, плюгавче. Не будеш ти і свиней христіянських пасти. Тепер кінчаємо, бо числа не знаємо і календаря не маємо, місяць на небі, рік у книзі, а день у нас, який і у вас, за це поцілуй в сраку нас!
Підписали: Кошевий отаман Іван Сірко зо всім кошем Запоріжським.
Джерело: И. Спивак История создания шедевра живописи [Архівовано 29 листопада 2009 у Wayback Machine.]

## Оцінки достовірності
Хоча перші коментатори «Листа» вагалися, чи був він автентичним, з 1970-х років панує думка, що «Лист» не був офіційним документом і створений як частина ранньомодерної європейської християнської антиосманської пропаганди. На початку XVII ст. мотив листа до турецького султана був популярний в європейській літературі. Відомо про відповідь поляків, німців, французів, англійців і італійців. У 1650-1680-і з'явилися численні версії таких листів.
Микола Костомаров і Дмитро Яворницький, записуючи цей твір, зазначали, що він ймовірно був вигадкою запорожців або створений у стилі запорозьких козаків.
Микола Аркас, помістивши «Листа» до книги «Історія України-Руси», зазначив, що він може бути вигадкою: «Сі листи може й вигадані, але вигадані дуже влучно».
Костянтин Харламович у дослідженні «Листування запорізьких козаків із султаном» 1923 року вперше опублікував чіткий висновок, що «Лист» — не історичний документ, адже реальний лист султанові був би кладений згідно з традиціями дипломатії того часу. Лист султана і відповідь йому, — вважав Харламович, — є не епістолярною пам'яткою, а художнім твором, який виник у літературно-канцелярському козацькому середовищі кінця XVII ст.
Американський історик Деніел Во оцінив «Лист запорожців турецькому султанові» як підробку XVIII ст. і пов'язав її появу з процесом становлення національної української самосвідомості.
Тарас Чухліб погоджується, що «Лист» у його численних варіантах є літературною вигадкою, на що вказують різні дати, адресати й адресанти. Найраніший достовірний приклад реального листування козаків із султаном датується 1670-и роками і справжні листи дотримувалися шанобливих звертань.

## Вплив на мистецтво

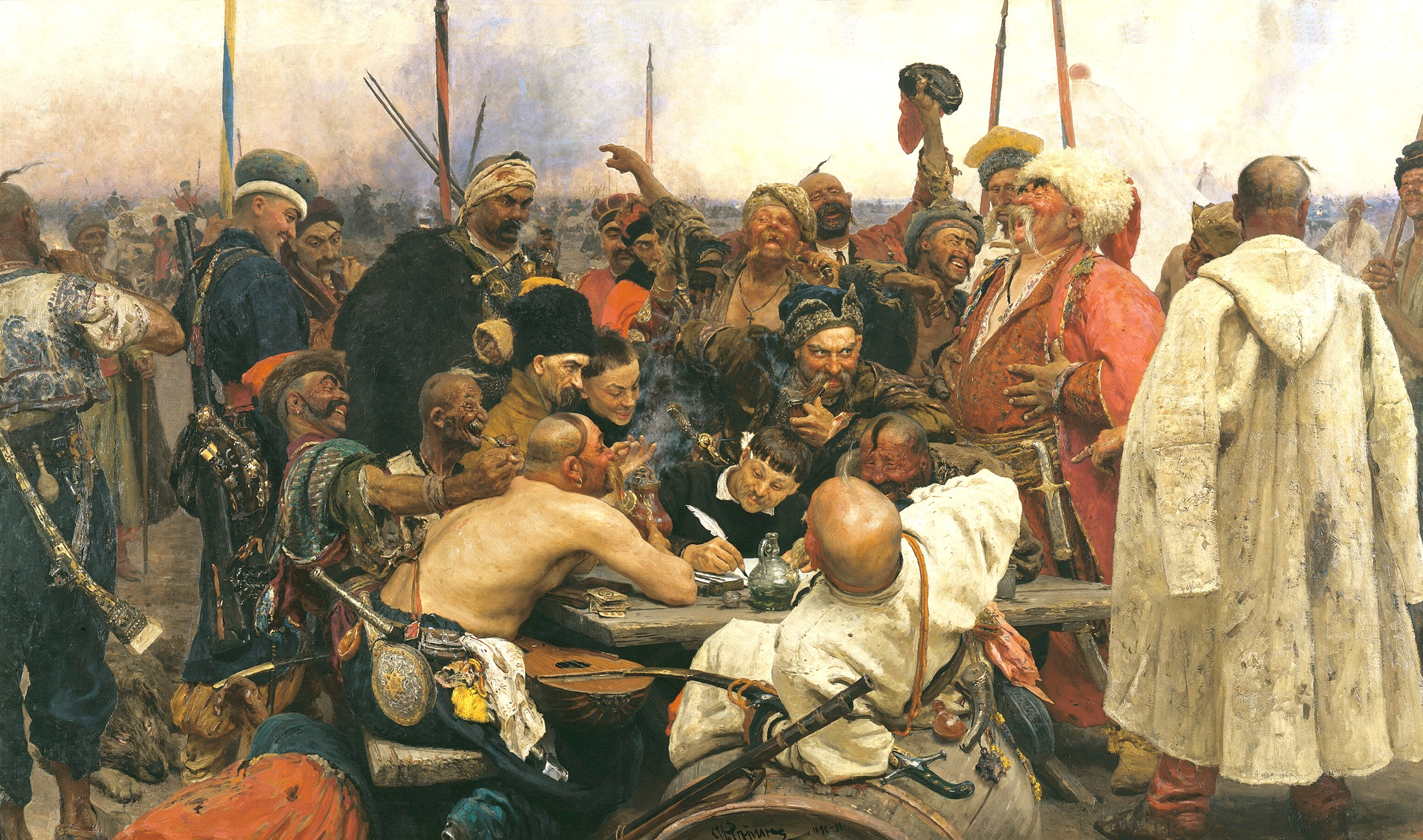
Ілля Рєпін — Запорожці пишуть листа турецькому султанові

- Класик української літератури Степан Руданський написав у 1859 році віршований переказ «Листа» українською (нібито від запорожців Ахмету III)[12][13].
- Історія написання листа лягла в основу сюжету знаменитої картини видатного українського художника-реаліста Іллі Рєпіна «Запорожці пишуть листа турецькому султанові» (завершена в 1891 році).
- Гійом Аполлінер присвятив цьому факту свій вірш «Réponse des Cosaques Zaporogues au Sultan de Constantinople»[fr] (укр. «Відповідь запорізьких козаків турецькому султанові»).
- Дмитро Шостакович на основі вірша Аполлінера написав частину симфонії XIV, тв. 135 (1969)[14].
- Лист разом із картиною Іллі Рєпіна надихнули українського письменника Володимира Малика на створення пригодницько-історичної тетралогії «Таємний посол» (1968—1977).
- Як наслідування картини Рєпіна в Краснодарі (Росія) в 2008 році відкрито скульптурну композицію[15].
- У квітні 2014 року за мотивами вірша в шоу «Вечірній квартал» було поставлено сценку про лист Путіну за участю Володимира Зеленського: рос. «Как Козаки письмо российскому пахану писали»[16].
- Британський актор Пітер Капальді в 2016 році інсценізував листа запорожців разом із коміком Меттом Беррі[17][18].
- Польський журналіст і музикант Ярослав Гугала написав віршований переклад «Листа» польською в 2022 році[19].

## Вплив на реальне листування
Під час Другої світової війни радянські військові та партизани складали листи, адресовані німцям і їхнім союзникам, за зразком «Листа запорожців турецькому султанові»:
- у 1941 році гарнізон радянської військово-морської бази Ханко написав у відповідь на пропозицію Карла Маннергейма про здачу в полон у манері «Листа запорожців турецькому султанові»[20];
- у 1943 році аналогічний лист-відповідь Гітлеру написали радянські партизани у Пскові[21];
- того ж року листа Гітлеру українською мовою написали житомирські партизани[22];
- у 1944 році було написано «Лист пінських партизанів Адольфу Гітлеру» (рос. Письмо пинских партизан Адольфу Гитлеру)[23].

### Вікіджерела
- Легендарная переписка турецкого султана с чигиринскими казаками — найстаріша відома версія передбачуваної кореспонденції, зі збірки Ромодановського (1670-ті)
- Письмо чигиринцев турецкому султанові — версія з хронографа 1696 року (видав Андрій Попов (1869))
- Письмо запорожцев турецкому султанові — версія Костомарова Микола Іванович (1872)
- Лист турецького султана Мухамеда IV до козаків і Лист запорожців турецькому султанові — з Історії України-Русі Миколи Аркаса (1912)
- Повна збірка веселих віршів/Ахмет III. і Запорожцї — поетична версія Степана Руданського (1915)

### Зовнішні посилання
- Copia Deß Türckischen Kaysers Brieff, an die Cosacken nach Czechrin, 1683 (копія листа турецького султана козакам в Чегирин та відповідь) [Архівовано 12 листопада 2020 у Wayback Machine.]  [Архівовано 19 вересня 2016 у Wayback Machine.]
- The Cossack Letter [Архівовано 21 червня 2016 у Wayback Machine.]
- Степан Михайлович Шамин. «Памфлет» и «курьез»: как запорожцы писали письмо турецкому султанові [Архівовано 25 квітня 2022 у Wayback Machine.] — історик пояснює походження листів (YouTube)